# Іван Ліствичник
Іва́н Лістви́чник (грец. Ἰωάννης τῆς Κλίμακος; 525—595 (605) або 579—649) — християнський богослов, візантійський філософ, ігумен Синайського монастиря. Святий православної (у лику преподобного, пам'ять в 4-й тиждень (воскресіння) Великого посту і 30 березня (12 квітня) за юліанським календарем) і католицької церков (пам'ять 30 березня).

## Життєпис
Про походження преподобного Івана майже не збереглося відомостей. Є переказ, що він народився близько 570 року і був сином святих Ксенофонта і Марії, пам'ять яких Церква вшановує 26 січня. Шістнадцятирічний юнак Іван прийшов у Синайський монастир. Наставником і керівником преподобного став авва Мартирій. Після чотирьох років перебування на Синаї святий Іван Ліствичник був пострижений у чернецтво. Протягом 19-ти років преподобний Іван трудився в слухняності своєму духовному отцю. Після смерті авви Мартирія преподобний Іван обрав усамітнене життя, віддалившись до безлюдного місця, зване Тола, де провів 40 років у подвигу безмовності, посту, молитви та покаянних сльозах. Не випадково в «Ліствиці» преподобний Іван так говорить про сльози покаяння: «Як вогонь спалює і знищує хмиз, так чиста сльоза омиває всі нечистоти, зовнішні і внутрішні». Сильна і дієва була його свята молитва, про це свідчить приклад з житія угодника Божого.